# Piero Fornasetti
Piero Fornasetti (10 de noviembre de 1913-10 de octubre de 1988) fue un pintor, escultor, diseñador de interiores y grabador italiano, recordado principalmente por sus cuadros de la soprano italiana Lina Cavalieri a la que pintó en numerosas ocasiones.

## Biografía
Vivió casi toda su vida en Milán, donde recibió clases en la Academia de Bellas Artes de Brera. Durante la Segunda Guerra Mundial emigró exiliado a Suiza. Además de sus retratos de Cavalieri, es conocido por sus pinturas sobre la arquitectura griega y romana. Su hijo Barnaba Fornasetti también fue diseñador.